# 電波女&青春男
《電波女&青春男》（日语：電波女と青春男）是入間人間撰寫、馬口鐵繪製插畫的日本輕小說作品，由電擊文庫出版發行。中文繁體版由台灣角川出版，簡體版則是湖南美术出版社出版、天聞角川代理發售。
是入間人間繼《說謊的男孩與壞掉的女孩》後的第二系列作。2010年決定電視動畫化，電視動畫於2011年4月14日TBS電視、5月7日BS-TBS深夜開始放送。

## 故事簡介
原本在鄉下高中就讀的丹羽真，班上的女同學都是成熟面孔，打扮也多半很土氣。因父母工作關係，家裡沒人，進而寄住到都市的姑姑家，並就讀都市的高中，同时進行一個提升『青春點數』的計畫。只要和可愛女子有好事發生，就可提升他的青春點數，（反之，青春點數便會下降）。然而他充滿希望的想法卻在進入姑姑家的時便出現了裂痕，因為在玄關旁邊，他看見了地上那「捲」棉被？等待他的竟是一名用棉被裹住自己上半身的電波女藤和艾莉歐，她竟是自己的表妹。與艾莉歐同居時，發現她是位口語間滿是外星人、宇宙電波的電波女（其電波女氣息令人無法理解的舉動，使真的青春點數下降不少），從她的口述中得知地球也被盯上了，不過艾莉歐偶然間解開棉被時，竟是個渾身散發奇妙粒子的藍髮美少女…未來他的高中生活提升青春點數的計劃是否能夠達成呢？ 表妹變成電波女後也流著外星人的血，言行也變得電波。在學校裡則遇到天然治癒系的流子，有著模特身材喜歡cosplay的前川，他試著找回自己滿載的青春。憧憬著到宇宙去，不可思議的故事將開始了……於是這位青春男的「青春」計劃在電波女的消磨下漸漸消耗殆盡。

## 登場人物

### 主要登場人物
丹羽真（聲：入野自由）
自稱：俺，身高：170cm；本作主角，就讀高中二年級。
因雙親工作的緣故，暫寄宿在姑姑-女女的家。
高中生活的目標是取得大量的「青春點數」（但青春點數是由當時的興致所決定，沒有固定標準）。
前川稱其為「性格是以『否定』做為延伸的，很容易放棄很多事」。
覺得只要含有希望，即使是不合邏輯的事（宇宙人）也不討厭。
遇上自稱外星人的電波人士，就會在心裡吐槽，但每當想說出來時，最後都用「是喔！」來敷衍。
拿自家姑姑沒轍（在家中的專職就是吐槽女女姑姑），雖總是在抱怨，但也不是真的討厭她，因此背地裡被對方說是傲嬌。
喜歡深海魚和甜的食物（只喝放糖的咖啡，但不喝碳酸飲料），特技是騎腳踏車時能拉起前輪。
除了有點奇怪以外，可說是普通的高中男生。
第五卷喝醉酒後向前川透露了自己喜歡和流子相處是因為她和自己以前認識的一個女孩很相似（星中小海）。
被女女點了一下後，知曉流子喜歡自己（曾因跟前川說學校餐廳的雞肉親子丼很好吃，流子因而製作“沒有雞肉的雞肉親子丼”）。
藤和艾莉歐（聲：大龜明日香）
真同年紀的表妹。用棉被綑住自己上半身，身高160cm左右，自稱外星人的「電波女」。
用「表哥」稱呼真。
主食為披薩。
容貌隱藏在棉被之下，真面目是用「頭髮間會飄出粒子」描寫的美少女。膚色白皙，留著一頭長髮，看起來真的很像外星人（插畫中髮色為淡藍色）。
在一年前剛升上高中二個多月時失蹤，過了半年後被人發現漂流在海上。失去失蹤時期的記憶，為了逃避現實而開始認為自己是被外星人綁架，而後開始自稱外星人。後曾為了證明自己是外星人而騎腳踏車衝進河中（為了飛起來）而摔斷腿住院，自此開始用棉被綑住自己。常包著棉被在街上徘徊，在街上相當知名。
真認為艾莉歐自稱宇宙人，是在以消極的態度來逃避現實，於是用強硬的手段（再次騎腳踏車跳海）來證明艾莉歐不是宇宙人，藉此將她拉回現實中。
現今已被學校退學，但是艾莉歐在學校的評價仍舊非常不好。
出門都會要真載，但被腳踏車載著時，總是坐在籃子裡（似乎是因為前幾次造成的習慣）。
第四卷有提到小時候為了當太空人所以有鍛煉身體，體力很好。
因为女女姑姑的推荐，现在在田村婆婆的粗点心店打工。
御船流子（聲：加藤英美里）
真的同班同學，充滿朝氣的少女。
個子嬌小，身高不到150cm，給人溫和的印象，有時說話毫無根據與頭緒，有時又像不經過大腦就講出來一樣。
褐色頭髮有點亂翹，但本人宣稱沒處理就會恢復為直髮。
騎腳踏車會戴黃色安全帽（本人稱“不想讓大腦裸奔”）。
用「丹羽同學」稱呼真，是主要角色中唯一使用姓氏稱呼真的人。
自稱水果主義者，不喜歡吃肉，平時只吃蔬菜和水果，但討厭蘑菇類。料理能力似乎不怎麼樣。
隸屬於籃球社。綽號是「粒子」（リュウシ），由艾莉歐幫她取的（理由是很有宇宙的感覺），每當被別人這樣叫就會用“是叫流子啊！”來糾正別人。
對艾莉歐的感覺很微妙。
對真有很大的好感，喜歡真，有時會因為真與其他女孩的互動而吃醋，跟真相處有時會不知所措。
主角青春點數上升主因。
前川（聲：淵上舞）
真的同班同學，真因不知道她的名字而用姓來稱呼她，本名始終不詳。
用「轉學生」叫真。一開始是因為真是轉學生才這樣叫，後期是因為不小心忘了真的名字以及叫習慣了。
身高在180cm左右（自稱179.9公分）。
身體虛弱，雙手持續舉著就會貧血，但不是病弱角色。因為體質的關係被各種社團當成多餘的人，現在是美術社的幽靈社長。
喜歡用會讓人誤會的講法說話，常以此玩弄真和流子。個性不差，但不知道為什麼，在班上的朋友似乎只有真和流子。
身材纖細到可以跟鐵絲一決勝負，國小時十分矮小，進入國中後開始快速成長。從國小高年級起喜歡角色扮演。曾經穿過動畫角色的衣服，現在穿著商店制服和布偶裝。除了學校外，平時都穿著誇張的cosplay裝扮在路上走動（似乎沒有普通的衣服）。
艾莉歐小學五年級時的同班同學，國中只有同校但不同班。
對艾莉歐過去的異常行為並未感到排斥。
主角青春點數上升主因。
藤和女女（聲：野中藍）
真的姑姑，艾莉歐的母親，39歲（小說第二集，動畫第五集時迎接40歲生日），生日是6月6日。
真的雙親評論他為「大人和小孩的混和體」。常有奇異的突發行為，讓真不知所措。
目標是靠著對比建立萌角的形象（也就是裝可愛）。十分溺愛艾莉歐，因為怕艾莉歐會被親戚批評而隱瞞她的存在。
在艾莉歐變成棉被女時不會和艾莉歐說話，但並不是因為關係很差，而是尊重想獨自一人的艾莉歐。有好好完成母親最起碼該做的事。
稱呼真為「真真」，有時會暱稱艾莉歐為「艾莉」。
雖然被評論「外表看似總在思考，其實是什麼都沒想」，但其實是藤和家最會思考的人。
主角青春點數下降主因。

### 學生
花澤（聲：花澤香菜）
第三卷草地棒球賽登場的敵隊投手，真所就讀學校的壘球社社長。
米奇（聲：永田依子）
本名不詳，與流子同屬籃球社，顧名思義就是喜歡而且擅長模仿某知名樂園的某老鼠。
貴子
本名不詳，前川國中時的同學，綽號是艾莉歐取的。
吉野
前川的青梅竹馬與初戀對象，以前常常欺負當時還很矮的前川，後來兩人逐漸變得友好，但在前川長高後兩人關係變的疏遠。
於第六卷的文化祭再度登場。
星中小海
真國三時隔壁兩班的同學，二年級時是同班同學。二年級時和真很要好，三年級分班後就跟真有一點疏遠了。
身高一百五十公分左右，鼻子低低的，眼睛大大的。
散發出開朗的感覺，第一次與她見面的男生，都不會有壞印象。
稱呼真為「丹羽仔」。
常對真擺出容易誤會的態度，其實已經有男朋友了。
第四卷對國中時的真說過如果有一百次輪迴都遇到真，她有四十次會選擇和真在一起，但是這次是六十次中的一次。
青春點數的創立者。
於第六卷的文化祭與真重逢。
瀧本
星中的男朋友。
本名不詳，瀧本是真忘記他的名字後隨便叫的。
中島（聲：水島大宙）
男子籃球部成員，與花澤是情侶關係。
流子高一時的暗戀對象，也是她離家出走的主因。
奧居梅亞莉
新聞社成員，艾莉歐還就學時的好友。

### 町内的人們
田村（聲：丸山裕子）
在藤和家附近的商店街經營雜貨店「田村商店」的老奶奶，記憶力很好，是女女的祖母，也是真和艾莉歐的曾祖母，不過真並不知道。
山本（聲：松本保典、齊藤佑圭（幼年））
本名安代（あしろ），是女女的小學同級同學。單身，自幼單戀女女，曾離開小鎮在外發展，後來離職回到小鎮上。誤認在和式點心店工作又穿著奇裝異服的前川為艾莉歐而刻意討好她，同時特意在耳朵上戴上牧場畜牲專用的黃色2號號碼牌，企圖用外星人神秘事件的特征來吸引藤和母女的注意力。再遇時由於女女忘了他的名字，憑感覺就稱他為山本，於是就成了他的稱呼方式。初見面就突然向女女求婚，女女在一番考慮後拒絕了他。曾跟蹤女女，女女告訴流子說他是宇宙人追蹤狂。幼時夢想是將水火箭射入宇宙，擅制水火箭，父親是煙火專家，似乎繼承了煙火的技藝，曾經應女女要求在海邊發射有火藥的火箭。
大井遠江（聲：齊藤佑圭）
理髮店的老闆娘，特徵是白皙的皮膚與長度過腰的長髮。
一般認為與作者另一作品《說謊的男孩與壞掉的女孩》中登場的濱名遠江為同一人。
大井藍（聲：田中真奈美）
遠江的女兒。
小牧（聲：永島由子）
女女經營的和菓子店的代理店長，不過工作的時間比擔任正式店長的女女還長。
竹取公主/輝夜姬
本名不詳，竹取公主(日文為「輝夜姬」)是自稱，因為家裏經營高級家具店，在學校時被同學們暱稱「家具屋姬」(「家具屋」與「輝夜」同音)
常常穿著紅色浴衣和黑色拖鞋，頂著只有前面燙過的長髮，戴著工地安全帽騎摩托車
前川家居酒屋的常客，每星期會光顧三次，但是對業績完全沒幫助，常常只點了魷魚和啤酒就待在店裡超過兩小時。
繁體中文版由於譯者不同的緣故，有竹取公主和輝夜姬兩種譯名。
大叔
本名不詳，與兒時的艾莉歐有過一面之緣。
曾經花錢進行亞軌道飛航，但去過宇宙後覺得人生目的已達到而感到無力，後在艾莉歐的鼓勵下找回對生命的熱忱。
於第六卷的文化季再度登場。

### 宇宙關聯人物
在鎮上有許多疑似或自稱外星人的人們（實際情形不明），共同特徵是與一般人相異的髮色。
艾利歐特
艾莉歐的生父，髮色是淡藍色。
在作者另一作品「探偵・花咲太郎」系列作為花咲太郎的同事在偵探事務所工作著。
於第六卷的文化季登場。
星宮社（聲：井口裕香）
在草地棒球第三天突然現身，穿著宇宙服，自稱超能力者兼外星人的少女。
髮色是純白色，散發着光輝。
常常躲在別人家的屋簷下。
在夏日祭典時讓真躲過隕石的直擊（命令他向斜後方走三步），疑似是因為使用了預知超能力，其後短暂消失了蹤影。實際上在潛入竹取公主家的屋簷時被發現，以「外星人同志的友誼」在竹取公主底下幫忙。
真後來查到星宮社是附近神社的名字，意即星宮社可能為假名。
后来经常去田村商店花100圆买饮料。
傑夫
本名不詳，傑夫是流子隨便取的代稱。
流子高中一年級離家出走時在漫畫出租店遇到的男生
自稱外星人，與流子一起在半夜潛入天體研究所，自稱為了解救被拘禁的同胞，來到地球的目的是調查為何許多外星人來到地球後就不回去了。
要給流子看身為外星人的證據時被流子拒絕了。
在逃跑時拿著流子的鞋與流子分開，雖然逃走方向相反卻能將鞋子放回流子的腳踏車籃內，是否為外星人力量則不明（因為一般人也做得到）。
於第六卷的文化季再度登場。

### 幻想的人物
原作中第七卷中真幻想的人物
曾孫
真所幻想中真與艾莉歐的曾孫，樣子就像小艾莉歐的感覺。叫真「爺爺」，艾莉歐「艾莉歐奶奶」。不過艾莉歐不喜歡被稱呼為「艾莉歐奶奶」，雖然說過好幾次了，但還是沒用。
外星人
幻想中把艾莉歐和真弄錯的外星人大叔。
在回到現實的真的反思中與他相關的該段幻想並沒有包括在「幻想」之內。
Makoto
幻想中真在西元2559年的後代（Makoto為「真」的發音）。
在回到現實的真的反思中與他相關的該段幻想並沒有包括在「幻想」之內。
Yashiro
幻想中表面上是星宮社在西元2559年的後代（Yashiro為「社」的發音），其實是最初的星宫社本人活了超過500年。
在回到現實的真的反思中與他相關的該段幻想並沒有包括在「幻想」之內。

### 其他
多摩湖
第五卷主角在書店內遇到的情侶之一，後來在第六卷的文化祭再度出場。
前川的好友。
與作者另一部作品《多摩湖與黃雞》的多摩湖為同一人。
黃雞
第五卷主角在書店內遇到的情侶之一，後來在第六卷的文化祭再度出場。
與作者另一部作品《多摩湖與黃雞》的黃雞為同一人。
二條歐瓦莉
街頭藝人出身的歌手，受到艾利歐特的委託在文化祭表演時邀請艾利歐上台。
非常的喜歡狗，與艾利歐特相識也是因為她委託艾利歐特幫忙尋狗。
歌曲有「東海道美樂斯」、「星星碎片的盡頭」、「StaRMan's Children」、「暴風雨一來桶店也倒閉」，代表曲是「引力浪漫主義者」（皆為第六卷的各章標題）。

## 出版書籍

### 輕小說
| 卷數                   | ASCII Media Works | ASCII Media Works      | 台灣角川       | 台灣角川               | 湖南美術出版社（出版） 天聞角川（發行） | 湖南美術出版社（出版） 天聞角川（發行） |
| 卷數                   | 發售日期          | ISBN                   | 發售日期       | ISBN                   | 發售日期                                | ISBN                                    |
| ---------------------- | ----------------- | ---------------------- | -------------- | ---------------------- | --------------------------------------- | --------------------------------------- |
| 1                      | 2009年1月10日     | ISBN 978-4-04-867468-3 | 2009年10月31日 | ISBN 978-986-237-327-9 | 2010年11月                              | ISBN 978-7-5356-4053-6                  |
| 2                      | 2009年5月10日     | ISBN 978-4-04-867810-0 | 2010年3月2日   | ISBN 978-986-237-518-1 | 2011年1月                               | ISBN 978-7-5356-4205-9                  |
| 3                      | 2009年11月10日    | ISBN 978-4-04-868138-4 | 2010年7月31日  | ISBN 978-986-237-771-0 | 2011年4月                               | ISBN 978-7-5356-4317-9                  |
| 4                      | 2010年3月10日     | ISBN 978-4-04-868395-1 | 2010年11月3日  | ISBN 978-986-237-869-4 | 2011年6月                               | ISBN 978-7-5356-4459-6                  |
| 5                      | 2010年6月10日     | ISBN 978-4-04-868596-2 | 2011年2月11日  | ISBN 978-986-237-963-9 | 2011年10月                              | ISBN 978-7-5356-4781-8                  |
| 6                      | 2010年9月10日     | ISBN 978-4-04-868880-2 | 2011年3月12日  | ISBN 978-986-287-060-0 | 2011年12月                              | ISBN 978-7-5356-4897-6                  |
| 7                      | 2010年12月10日    | ISBN 978-4-04-870125-9 | 2011年5月4日   | ISBN 978-986-287-129-4 | 2012年2月                               | ISBN 978-7-5356-5079-5                  |
| 8                      | 2011年4月10日     | ISBN 978-4-04-870430-4 | 2011年9月7日   | ISBN 978-986-287-288-8 | 2012年8月                               | ISBN 978-7-5356-5450-2                  |
| SF（一點點不可思議）版 | 2011年4月10日     | ISBN 978-4-04-870470-0 | 2012年2月3日   | ISBN 978-986-287-525-4 | 2016年3月                               | 不適用                                  |

### 漫畫
| 卷數 | ASCII Media Works | ASCII Media Works      | 台灣角川       | 台灣角川               |
| 卷數 | 發售日期          | ISBN                   | 發售日期       | ISBN                   |
| ---- | ----------------- | ---------------------- | -------------- | ---------------------- |
| 1    | 2011年5月27日     | ISBN 978-4-04-870482-3 | 2012年11月7日  | ISBN 978-986-325-008-1 |
| 2    | 2012年3月27日     | ISBN 978-4-04-886458-9 | 2013年3月27日  | ISBN 978-986-325-214-6 |
| 3    | 2012年12月15日    | ISBN 978-4-04-891197-9 | 2013年10月23日 | ISBN 978-986-325-610-6 |
| 4    | 2013年8月27日     | ISBN 978-4-04-891691-2 | 2014年7月12日  | ISBN 978-986-366-052-1 |

## 電視動畫
電視動畫於2011年4月14日於TBS系（星期四）延至2:10播放（原時段1:55）。   

### 製作人員
- 企畫：村上仁之、森山敦、鈴木一智、太布尚弘
- 原作：入間人間
- 原作插圖：馬口鐵
- 總監督：新房昭之
- 系列導演：宮本幸裕
- 系列構成：綾奈由仁子
- 人物設定：西田亞沙子
- 總作畫監督：西田亞沙子、杉山延寬
- 主動畫師：村山公輔、高野晃久
- 美術監督：東厚治
- 色彩設計：日比野仁
- 攝影監督：會津孝幸
- 編集：松原理惠
- 音響監督：龜山俊樹
- 音響制作：
- 音樂：Franz Maxwell I.（藤澤慶昌、前山田健一、板垣祐介）
- 音樂製作：Starchild Records
- 動畫製片人：久保田光俊
- 動畫製作：SHAFT
- 製片人：田中潤一朗、宮本純乃介、三木一馬、
- 製作：《電波女&青春男》製作委員会、TBS

### 主題曲
片頭曲：
作詞、作曲：，編曲：，歌：藤和艾莉歐（大龜明日香）
製作：DIRECTIONS，導演：，演出協力：宮本幸裕，作畫監督：西田亞沙子
CD發售日：2011年4月27日
片尾曲：「ルル」
作詞、作曲：、α，編曲：近藤研二，歌：
分鏡、演出：八瀨祐樹，作畫監督：杉山延寬
CD發售日：2011年5月25日

### 各話標題
| 話數                | 日文標題 | 中文標題                                                  | 劇本       | 分鏡     | 演出     | 作畫監督                                     |
| ------------------- | -------- | --------------------------------------------------------- | ---------- | -------- | -------- | -------------------------------------------- |
| 一章                |          | 外星人的都會                                              | 綾奈由仁子 | 板村智幸 | 板村智幸 | 杉山延寛 高野晃久                            |
| 二章                |          | 失蹤的青春期偏執狂                                        | 綾奈由仁子 | 小俣真一 | 小俣真一 | 小關雅                                       |
| 三章                |          | 匍匐在地少女的不可思議剎那                                | 綾奈由仁子 | 杉山延寬 | 川畑喬   | 村山公輔 松本元氣                            |
| 四章                |          | 右腕骨折治療了一個月                                      | 綾奈由仁子 | 平川哲生 | 美甘義人 | 谷口繁則 清水勝祐 佐藤篤志                   |
| 五章                |          | 感恩節的憂鬱                                              | 綾奈由仁子 | 笹木信作 | 向井雅浩 | 高野晃久 潮月一也                            |
| 六章                |          | 流子同學的、該怎麼說呢、好煩惱                            | 綾奈由仁子 | 佐山聖子 | 間島祟寬 | 村山公輔 松本元氣                            |
| 七章                |          | 成為某人回憶的一日                                        | 綾奈由仁子 | 平川哲生 | 八瀨祐樹 | 小關雅 小澤圓                                |
| 八章                |          | 齊奧爾科夫斯基的祈禱                                      | 綾奈由仁子 | 橋本     | 下田久人 | 柳瀨雄之 清水勝祐 佐藤篤人                   |
| 九章                |          | 地區限定外星人事件                                        | 綾奈由仁子 | 板村智幸 | 板村智幸 | 高野晃久 潮月一也 谷川亮介                   |
| 十章                |          | 屋簷下的少女                                              | 綾奈由仁子 | 平川哲生 | 川畑喬   | 佐藤真琴 速水廣一 南伸一郎 佐藤篤志          |
| 十一章              |          | 今年夏天有籃球與超能力與棉被 與天體觀測與祭典與棒球與女女 | 綾奈由仁子 | 添田和弘 | 小俣真一 | 田畑昭 服部憲知 矢向宏志 高橋賢 佐藤依織子   |
| 十二章              |          | 秒速0.00000000198釐米                                     | 綾奈由仁子 | 笹木信作 | 宮本幸裕 | 村山公輔 高野晃久 潮月一也 谷川亮介 松本元氣 |
| 十三章 （影碟限定） |          | 深夜的太陽                                                | 綾奈由仁子 | 笹木信作 | 向井雅浩 | 杉山延寬 村山公輔 高野晃久                   |

### 播放電視台
| 播放電視台   | 播放期間                     | 播放日期                  | 所屬電視網 |
| ------------ | ---------------------------- | ------------------------- | ---------- |
| TBS電視台    | 2011年4月14日－6月30日       | 星期四 25時55分－26時25分 | TBS系列    |
| 中部日本放送 | 2011年4月28日－7月14日       | 星期四 26時30分－27時00分 | TBS系列    |
| 每日放送     | 2011年4月28日－7月7日        | 星期四 26時40分－27時10分 | TBS系列    |
| BS-TBS       | 2011年5月7日－7月23日        | 星期六 25時30分－26時00分 | 衛星電視   |
| AT-X         | 2011年10月18日－2012年1月3日 | 星期二 10時30分－11時00分 | 衛星電視   |

## 外部連結
- （日語） AMW多媒體情報 （页面存档备份，存于）
- （日語） TBS動畫官方網站（页面存档备份，存于）
- （日語） Starchild動畫官方網站 （页面存档备份，存于）